# Arthur Laing Bridge
Die Arthur Laing Bridge ist eine vierspurige Brücke in der kanadischen Provinz British Columbia. Sie überbrückt den Fraser River und verbindet Vancouver mit der Insel Sea Island in der Gemeinde Richmond, auf der sich der Vancouver International Airport befindet.
Die heute bestehende Brücke befindet sich an derselben Stelle wie ihr Vorgänger, die Marpole Bridge, ist aber höher und länger. Die Marpole Bridge wurde 1889 gebaut und zwölf Jahre später durch einen Neubau ersetzt. Nach der Eröffnung der weiter östlich gelegenen Oak Street Bridge, die direkt zur Hauptinsel Richmonds – Lulu Island – führt, wurde die Marpole Bridge abgerissen. Der Flughafen konnte nur noch mit einem Umweg erreicht werden. Mit dem Wachstum des Flughafens nahm die Verkehrsbelastung auf der Oak Street Bridge stark zu, was den Bau einer neuen Brücke erforderlich machte.
Am 6. September 1974 gab Premierminister Pierre Trudeau bekannt, dass die neue Brücke nach dem Parlamentsabgeordneten Arthur Laing aus Vancouver benannt werden würde. Die Brücke wurde im August 1975 für den Verkehr freigegeben, die offizielle Eröffnung erfolgte jedoch erst am 15. Mai 1976.